# Kostel svatého Bartoloměje (Veselí nad Moravou)
Kostel sv. Bartoloměje ve Veselí nad Moravou je barokní stavba, která byla v letech 1733–1741 postavena na místě tří měšťanských domů na dnešním Bartolomějském náměstí ve Veselí nad Moravou v okrese Hodonín. K vysvěcení kostela došlo 8. září 1742. Patrocinium sv. Bartoloměje již dříve nesl nejstarší veselský kostel Panny Marie. Současně s vysvěcením se kostel sv. Bartoloměje stal kostelem farním a tím zůstal až do roku 1858, kdy byl za farní prohlášen kostel svatých andělů strážných. V interiéru kostela se nachází malířská výzdoba a původní varhany. Sochy sv. Františka z Pauly a sv. Jana Nepomuckého umístěné při vchodu kostela původně stávaly na prvním zděném mostě přes Moravu, pro který je u sochaře Franze Breitenmauera ve Vídni nechal zhotovit a v roce 1821 měšťanům věnoval hrabě František Kajetán Chorinský.

## Fotogalerie

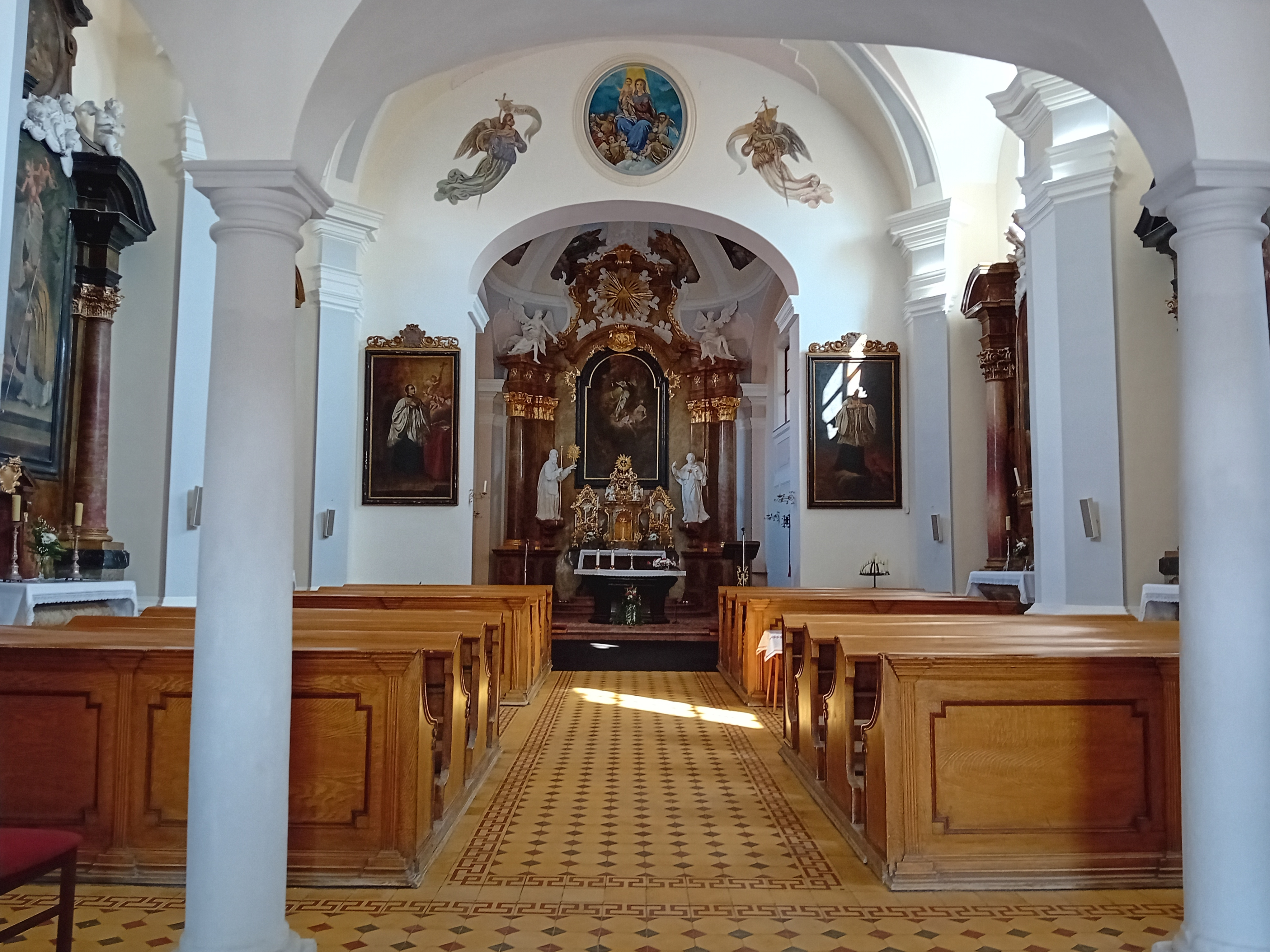
Interiér